# Anton Mertl
Anton A. Mertl (* 21. Februar 1946 in Kelheim) ist ein deutscher Rechtsanwalt.

## Leben
Mertl legte das Abitur am Ignaz-Günther-Gymnasium in Rosenheim ab und studierte zwischen 1965 und 1970 Rechtswissenschaft an der Universität München. Während dieser Zeit wurde er Mitglied der katholischen Studentenverbindung K.B.St.V. Rhaetia München. Nach dem 1. juristischen Staatsexamen 1970 verbrachte er seine Referendarzeit bei einem Rechtsanwalt in Vollzeit. Nach dem 2. juristischen Staatsexamen erhielt er 1973 seine Zulassung zum Rechtsanwalt und ließ sich in Rosenheim als selbständiger Anwalt nieder. Seit 1989 ist er Fachanwalt für Arbeitsrecht. Seit 2004 führt er gemeinsam mit zwei Partnern, darunter seinem Sohn Dominik Mertl eine Kanzlei.
Neben seiner beruflichen Tätigkeit war Mertl in leitender Funktion in mehreren regionalen und überregionalen Fachverbänden tätig. Seit 1984 war er Vorsitzender des Anwaltvereins Rosenheim. Nachdem er schon 1996 in das Präsidium des Bayerischen Anwaltverbands aufgenommen worden war, wurde er 2000 zu dessen Präsidenten gewählt und übte dieses Amt bis 2010 aus. Seit 2008 war er zudem Vizepräsident des Deutschen Anwaltvereins. Daneben war er ständiges Mitglied in verschiedenen Arbeitsrechtsgremien und an juristischen Anhörungen im Bayerischen Landtag beteiligt.

## Ehrungen
Für seinen jahrzehntelangen Einsatz zum Wohl seines Berufsstandes wurde er am 10. März 2009 im Münchner Justizpalast durch die Bayerische Staatsministerin für Justiz Beate Merk mit dem Verdienstkreuz am Bande der Bundesrepublik Deutschland ausgezeichnet.